# فولفغانغ شتارك
وولفغانغ ستارك (بالألمانية: Wolfgang Stark)‏، من مواليد 20 نوفمبر 1969 في ألمانيا، حكم كرة قدم ألماني، حكم في الكثير من البطولات أهمها كرة قدم للرجال في الألعاب الأولمبية الصيفية 2008 وكأس العالم للشباب تحت 20 سنة 2007 وكأس العالم لكرة القدم 2010.

## روابط خارجية
- فولفغانغ شتارك على موقع Soccerway.com (الإنجليزية)